# Vitbukig grönduva
Vitbukig grönduva (Treron sieboldii) är en östasiatisk fågel i familjen duvor inom ordningen duvfåglar.

## Kännetecken

### Utseende
Vitbukig grönduva är en 33–36 cm lång, färgglad duva med gräddfärgade flanker, undergump och undre stjärttäckare. Hanen är gulgrön på huvud, hals och bröst. Manteln är grå medan vingtäckare och  armpennor är matt mörkgröna, med en bred rödbrun fläck på skapularerna. Honan är jämnfärgat grön, på flanker och undergump blekare.Båda könen har mörka fläckar på bakre flankerna och undergumpen, men i mycket mindre utsträckning än taiwangrönduvan. Den är även lik kilstjärtad grönduva, men är blekare under och har mindre eller saknar gyllene anstrykning på bröst, panna och hjässa.

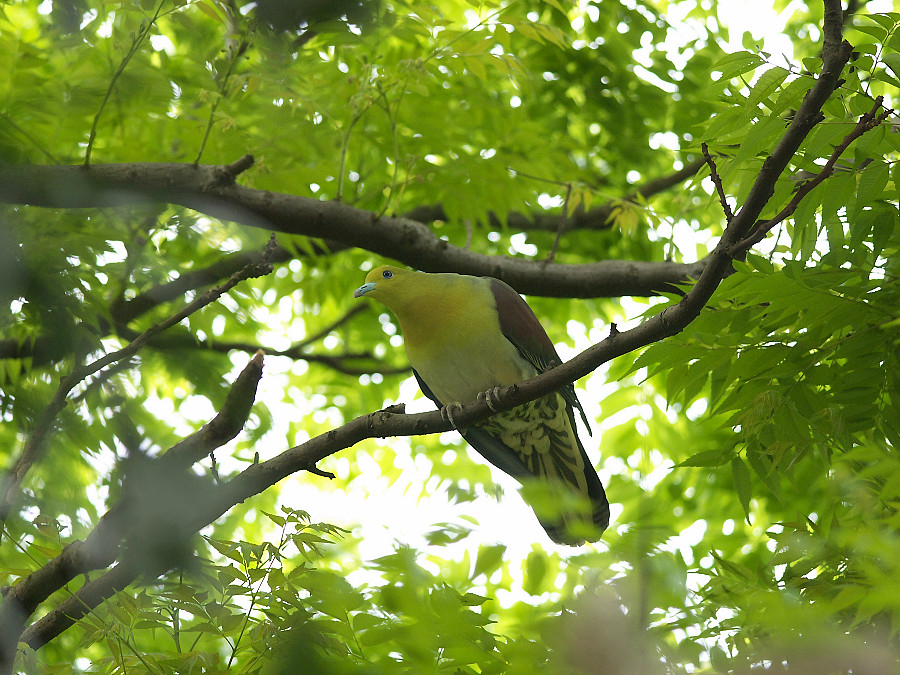
Vitbukig grönduva i Taiwan.

### Läten
Den vitbukiga grönduvans sång är ett långt, utdraget och sorgesamt "oh aooh" eller ett mer flöjtande "ooaa aaoo".

## Utbredning och systematik
Vitbukig grönduva delas vanligen in i fyra underarter med följande utbredning:
- Treron sieboldii sieboldii – Japan och östra Kina (Jiangsu, Fujian)
- Treron sieboldii fopingensis – centrala Kina (östra Sichuan och södra Shaanxi)
- Treron sieboldii sororius – bergstrakter i Taiwan
- Treron sieboldii murielae – sydcentrala Kina (Guizhou, Guangxi, Hainan) till nordligaste Thailand, Laos och centrala Vietnam

Underarten sororius inkluderas ofta i nominatformen.

## Levnadssätt
Vitbukig grönduva är en skogslevande fågel som ses i tempererade blandskogar i norr, söderöver städsegröna lövfällande skogar. Den födosöker tystlåtet och obemärkt i trädtopparna, under häckningstid enstaka eller i par, under resten av året i större grupper. Födan består huvudsakligen av frukt, men har också setts ta ekollon och ollon från Pasania. I Japan inleds häckningen i maj-juni, med revirhävdande läten från mitten av februari. Arten är mestadels stannfågel med endast lokala flyttningar efter födotillgång. Märkligt nog besöker flockar kuster för att dricka saltvatten.

## Status och hot
Arten har ett stort utbredningsområde och en stor population, men tros minska i antal till följd av habitatförstörelse, dock inte tillräckligt kraftigt för att den ska betraktas som hotad. Internationella naturvårdsunionen IUCN kategoriserar därför arten som livskraftig (LC). Världspopulationen har inte uppskattats men den beskrivs som ovanlig till sällsynt.

## Namn
Fågelns vetenskapliga artnamn hedrar Philipp Franz Balthasar Freiherr von Siebold (1796–1866), tysk läkare i holländsk tjänst, naturforskare och samlare av specimen i Japan 1823–1829.